# Wyka zaroślowa
Wyka zaroślowa (Vicia dumetorum L.) – gatunek byliny z rodziny bobowatych. Występuje w Europie środkowej i wschodniej. W Polsce spotykana jest w całym kraju, częsta na południowym wschodzie i południu, rzadsza na północnym zachodzie. W pozostałych regionach bardzo rzadka.

## Morfologia

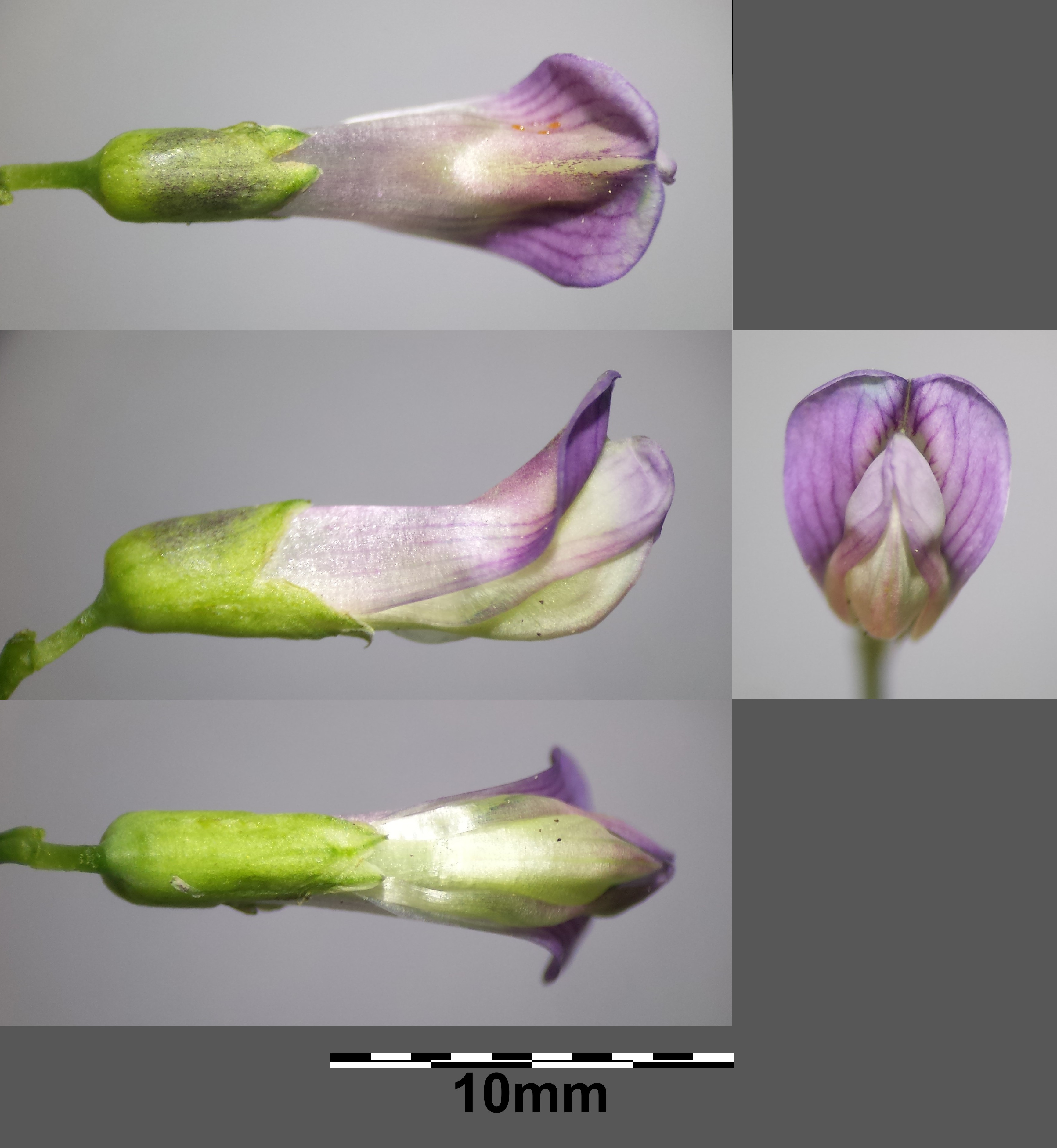
Kwiaty

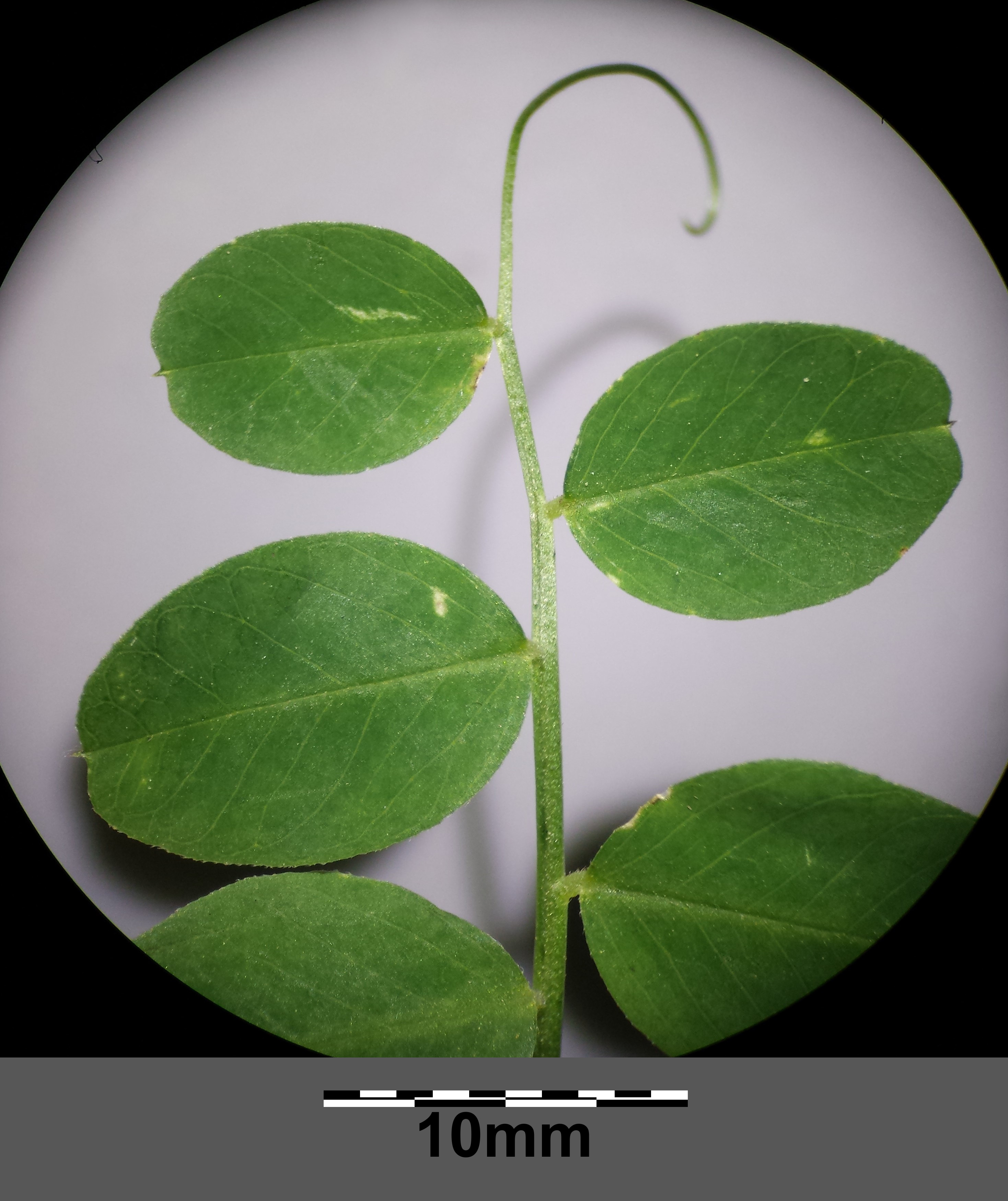
Koniec liścia

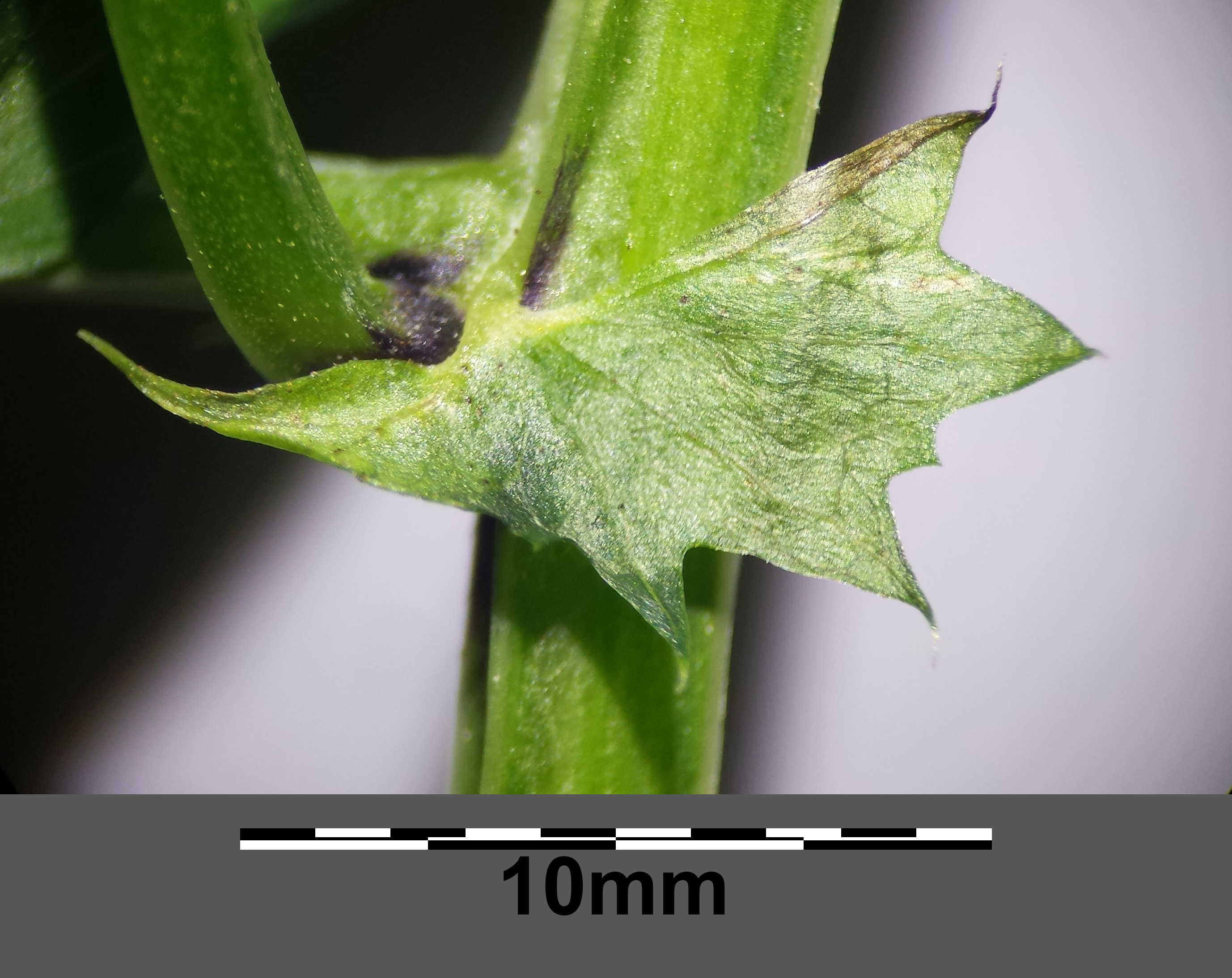
Przylistek

Łodyga4-kanciasta, wiotka, pnąca, oskrzydlony, rozgałęziona w dolnej części, o wysokości do 150 cm.
LiścieO długości od 8 do 16 cm, ustawione dwurzędowo i zakończone rozgałęzionym wąsem. Przylistki półksiężycowate o ząbkach szczeciniastych, w górnej części łodygi mniejsze.
KwiatyO długości 13–17 mm, zebrane w luźne grona po 5–9 sztuk, dłuższe od liści wspierających. Kielich dwuwargowy, dzwonkowaty. Korona barwy brudnopurpurowej, żagielek ciemnopurpurowo żyłkowany.
OwoceŻółtobrunatny, siatkowato żyłkowany strąk o długości do 4 cm, zawierający od 3 do 5 nasion.

## Siedlisko
Występuje na glebach świeżych, żyznych, o odczynie obojętnym. Spotykana w świetlistych grądach, buczynach, w zbiorowiskach okrajkowych, na polankach, porębach itp.

## Zagrożenia i ochrona
Umieszczona na polskiej czerwonej liście w kategorii NT (bliski zagrożenia).